# DDR-Handelscentrum
DDR-Handelscentrum var en östtysk handelsrepresentation vars officiella mål var att främja handel med de nordiska länderna. Det var beläget i Långedrag, Göteborg och existerade från 1971 fram till Tysklands återförening 1990.

## Historia

### Politisk kontext
DDR utövade under efterkrigstiden offentlig diplomati gentemot Sverige. Denna utrikespolitiska strategi gick ut på att successivt fördjupa alla kontakter med sådana stater som ännu inte givit diplomatiskt erkännande till DDR, till den grad att de till slut var tvungna att ge ett sådant. DDR:s regering såg i detta avseende Sverige som ett särskilt angeläget land, eftersom det varken tillhörde Nato eller Warszawapakten. Ett erkännande av det alliansfria Sverige bar därför särskilt stor legitimitet, och inte minst handeln var ett viktigt kontaktområde som instrumentaliserades för detta utrikespolitiska ändamål. 

### Grundandet av DDR-Handelscentrum
När DDR:s utrikeshandelsministerium under sent 1960-tal började planera för ett större handelsorgan i Sverige var dessa politiska intressen minst lika viktiga som de rent ekonomiska. Efter en årslång process förvärvade det östtyska statliga bolaget Investcommerz en tomt i Långedrag av Göteborgs stad hösten 1970. Kort därpå påbörjade det svenska byggbolaget Siab (vilket tidigare utfört ett flertal större byggen åt den östtyska staten i bl.a. Östberlin och Rostock) uppförandet av DDR-Handelscentrum. Den 6 december 1971 kunde centret öppna vid en "festlig men föga ceremoniell invigning" där "den svenska industrin var talrikt företrädd".
Ett år efter centrets öppnande erkände Sverige DDR som suverän stat, och DDR:s primära utrikespolitiska mål gentemot Sverige var därmed uppnått. Eftersom den östtyska staten såg offentlig diplomati som en mycket fruktbar strategi övergav man den inte efter erkännandet. Istället skiftade man fokus till ett mer ideologiskt sådant: nu ville man visa den svenska befolkningen att socialismen var vägen till fred och att det socialistiska DDR:s politiska, ekonomiska och kulturella framgångar stod i skarp kontrast till den kapitalistiska västvärldens misslyckanden.

## Verksamhet
Vid DDR-Handelscentrums färdigställande hyrde ägarbolaget Investcommerz ut kontorslokaler till ett antal statsägda östtyska företag, vilka framförallt ägnade sig åt framställning av industriprodukter. Dessa produkter ämnades genom centret att säljas till nordiska industriföretag. De anställda vid företagen som var representerade vid DDR-Handelscentrum var framförallt ekonomer och försäljare utsända från DDR.

## Sociala förhållanden vid DDR-Handelscentrum
Vid tiden för DDR-Handelscentrums invigning i december 1971 var ett tjugotal östtyska medborgare anställda som tjänstemän vid något av de företag som fanns representerade. De medföljande makar – oftast kvinnor – som inte var anställda vid något av centrets företag innan utlandsposteringen erhöll oftast anställning antingen vid ett av dessa, eller inom någon av centrets centrala understöds- och driftstjänster.
Något som skiljde DDR-Handelscentrum från andra östtyska utlandsrepresentationer i Sverige (t.ex. DDR-Kulturzentrum i Stockholm) var att de östtyska medborgarna både arbetade och bodde på samma inhägnade tomt. I september 1982 fanns totalt 53 vuxna med 16 barn vid centret. Förutom tre flerfamiljshus och själva huvudbyggnaden med kontor, matsal, gemenskapsrum m.m., bestod DDR-Handelscentrum av en skola med barnstuga för medföljande barn. Denna fysiska avskärmning innebar i praktiken att centret var en enklav mitt i det kapitalistiska Sverige, vilket möjliggjorde en strikt social kontroll över medarbetarna. Utöver affärsmässiga relationer var kontakter utanför centret strängt reglerade och mycket ovanliga. Sociala kontakter begränsades i huvudsak till anställda vid det sovjetiska generalkonsulatet i Göteborg samt medlemmar ur Göteborgsavdelningen för Förbundet Sverige–DDR.